# 童話迷宮
童話迷宮是日本聲優田村由香里的第10張單曲，由科樂美數位娛樂於2006年8月2日發行（由KING RECORDS分銷），商品編號為GBCM-13。

## 概要
- 這張單曲是截至2009年4月田村由香里銷量最高的單曲[3]。

## 收錄歌曲
1. 童話迷宮
  - 作詞：畑亞貴，作曲、編曲：太田雅友
  - 動畫「童話槍手小紅帽」前期片頭曲
2. miss you
  - 作曲、作詞、編曲：田中隼人
3. - 作詞：，作曲、編曲：tetsu-yeah
  - 文化放送系電台節目開首曲（2006年7月〜2006年11月）